# Marek Rząsa
Marek Zdzisław Rząsa (ur. 4 października 1957 w Rzeszowie) – polski polityk, samorządowiec, poseł na Sejm VI, VII, VIII, IX i X kadencji.

## Życiorys
Absolwent Wydziału Wychowania Fizycznego AWF w Krakowie (1984). Przez około trzydzieści lat pracował w szkolnictwie, dochodząc do stanowiska nauczyciela dyplomowanego. Od 1999 był dyrektorem Kolegium Nauczycielskiego im. Aleksandra Fredry w Przemyślu. W 2007 przeszedł na emeryturę. W 2002 ukończył studia podyplomowe (w zakresie organizacji i zarządzania), posiada uprawnienia instruktora sportu (koszykówki i narciarstwa alpejskiego).
Działacz Związku Harcerstwa Polskiego i Klubu Uczelnianego AZS Kolegium Nauczycielskiego.  W wyborach samorządowych w 1998 bezskutecznie ubiegał się o mandat radnego Przemyśla z listy Unii Wolności. Wstąpił następnie do Platformy Obywatelskiej, został przewodniczącym zarządu powiatowego tej partii. W 2002 i 2006 był wybierany na radnego Przemyśla. W V kadencji do października 2008 był wiceprzewodniczącym rady miejskiej, następnie do maja 2009 pełnił funkcję jej przewodniczącego.
W wyborach parlamentarnych w 2007 startował do Sejmu w okręgu krośnieńskim, uzyskując 8050 głosów. Mandat posła na Sejm VI kadencji objął 24 czerwca 2009 w miejsce Elżbiety Łukacijewskiej, która została wybrana do Parlamentu Europejskiego. W wyborach w 2011 z powodzeniem ubiegał się o reelekcję, dostał 9204 głosy.
W wyborach w 2015 został ponownie wybrany do Sejmu, otrzymując 14 562 głosy. W Sejmie VIII kadencji został  członkiem Komisji Ustawodawczej oraz Komisji Łączności z Polakami za Granicą. W wyborach do Parlamentu Europejskiego w 2019 bezskutecznie ubiegał się o mandat posła do Parlamentu Europejskiego. W wyborach w 2019 i 2023 ponownie uzyskiwał mandat poselski, kandydując z ramienia Koalicji Obywatelskiej i zdobywając odpowiednio 10 555 głosów oraz 13 510 głosów.

## Życie prywatne
Syn Romana i Jadwigi. Żonaty z Krystyną, z którą ma troje dzieci (Agnieszkę, Piotra i Pawła).